# Placido La Torre
Placido La Torre (Messina, 1920 – Messina, 6 gennaio 2008) è stato un anarchico e avvocato italiano, componente di numerosi collegi di difesa per militanti della sinistra, a Roma e a Messina.

## Periodo storico e gioventù
La città sente ancora pesantemente gli strascichi del terremoto di Messina del 1908, quando Placido La Torre, dal precoce spirito ribelle, comincia a frequentare le elementari all'età di otto anni. Nel prosieguo da studente ginnasiale quindicenne presso Liceo Ginnasio "Maurolico" si interessa alla vicenda dell'avv. Francesco Lo Sardo, che fu deputato comunista di formazione anarchica, e morto in carcere fascista pochi anni prima.
Pervenuto al diploma di indirizzo classico, Placido La Torre si iscrive alla facoltà di Giurisprudenza e subito dopo viene chiamato per svolgere servizio di leva divenendo ufficiale. L'8 settembre del 1943, e quindi l'armistizio con le tragiche conseguenze per l'esercito italiano che rimane senza direttive, trova Placido La Torre a Fossano: il giovane ufficiale fugge per non farsi catturare dai nazifascisti e si reca dopo diverse peripezie a Roma ma non può attraversare la linea di Cassino per raggiungere il ricomposto esercito italiano di circa 50.000 unità che si è formato e combatte con gli alleati. Si ferma a Roma ed entra nelle formazioni di Resistenza partecipando a varie azioni fra le quali la liberazione di compagni catturati dai fascisti. Nel gennaio 1944 viene catturato da elementi della X Mas; ma la confusione seguita allo sbarco alleato ad Anzio gli consente qualche settimana dopo di sottrarsi alla detenzione.

## Il ritorno in Sicilia
Dopo la Resistenza, affrontando un viaggio irto di difficoltà, arriva a Messina, che gli si presenta in uno Stato disastroso causato dai bombardamenti a tappeto degli anglo americani.
Si laurea nel 1946, e diviene uno dei leader antimonarchici. Memorabile il suo grido in Piazza Municipio a Messina, durante la visita del "re di maggio" Umberto II. Allorché questo proclama "il re sono io", si leva una voce nella piazza: "io chi?". A cui seguirono tafferugli e aggressioni, nei quali si distinsero elementi della marina sabauda.
Dopo il referendum per la scelta fra monarchia e repubblica, Placido La Torre si avvicina viepiù alla scelta anarchica e sarà fra i fondatori della ala siciliana della Federazione Anarchica Italiana, FAI, e del foglio anarchico Terra e Libertà, edito proprio per la Sicilia.
 Nel contempo istituisce un circolo anticlericale intitolato a Giordano Bruno e si dedica ad una intensa attività politica sia di propaganda che di divulgazione dell'ideale anarchico.
I compagni con cui più collabora nel periodo sono Gino Cerrito e Zino Mazzone, con i quali contribuirà in modo rilevante alla rinascita del movimento anarchico siciliano già dopo l'8 settembre del 1943 e nel primo dopoguerra.

## Dagli anni '50 agli anni '70
Durante gli anni cinquanta, grazie alla sua formazione di giurista e la sua capacità espositiva di quanto afferma e/o propone, diviene uno dei più rispettati e conosciuti avvocati messinesi, noto per la sua dirittura morale accompagnata dalla fama di incorruttibilità. In questi stessi anni collabora come pubblicista ai quotidiani messinesi "Gazzetta del Mezzogiorno" e "La Tribuna". Memorabile è la polemica che conduce dalla "Gazzetta" con Don Sturzo, sul tema del Male e della Provvidenza. 
La sua fede anarchica e la sua posizione di antifascista militante lo portano inevitabilmente in contrasto con i " potentati " locali, subendone le conseguenze con una forma di ostracismo che ha lo scopo sia di isolarlo sia di metterlo in difficoltà dal punto di vista economico. Memorabile è, in questo contesto, lo schiaffo che dà pubblicamente a Nino Calarco, che sarà poi direttore del potentissimo quotidiano locale "Gazzetta del Sud" e senatore della Democrazia Cristiana.
La sua maggiore attività politica si esprime sempre più in difesa dei militanti libertari, che patrocina gratuitamente. La sua notorietà ed autorevolezza lo porterà ad essere in seguito membro del collegio di difesa durante il processo sulla strage di Piazza Fontana. Durante la prima parte processuale, che si svolgerà nella capitale, fa anche parte conseguentemente alle sue scelte come di altri giuristi del Soccorso Rosso del collegio di difesa di giovani compagni di Potere Operaio, Lotta Continua, Partito Radicale, ma anche di socialisti e comunisti nonché i brigatisti rossi detenuti a Messina.
Nel contempo la sua attività politica di militante anarchico si espande scrivendo per le pubblicazioni che fanno riferimento all'ideologia anarchica e, nel particolare, collabora intensamente con Umanità Nova. Questa attività di pubblicista è ovviamente correlata ad una intensa attività di conferenziere. Persino durante il viaggio di nozze dopo il matrimonio con Giovanna Sciacco si impegna a indire conferenze politiche nelle città italiane visitate dalla coppia.
Del 1952, assieme a Gino Cerrito e diversi compagni, si era impegnato nel tentativo di ristrutturazione, per pervenire ad un maggior peso politico nella società, della organizzazione anarchica siciliana indicendo convegni, conferenze, incontri-dibattito e durante una di queste attività, nel 1955, con i compagni fonda  L'Agitazione del Sud, mentre negli anni sessanta intensifica la sua azione all'interno della FAI per arrivare a un adeguamento ai nuovi tempi dell'anarchismo. È il periodo, in senso lato, dei fermenti interni alla FAI che, fra l'altro, porterà alla formazione dei GAAP, di cui un considerevole spezzone sarà fra le matrici di Lotta Comunista. Finalmente nel 1967 riesce con i compagni ad organizzare un convegno che sancisce l'atto di nascita della nuova Federazione Anarchica Siculo–Calabra.

## Il referendum sul divorzio
Il referendum sul divorzio porta Placido La Torre a una presa di posizione in contrasto con la tradizione astensionista del movimento anarchico e, data l'importanza della sua personalità all'interno del movimento, ciò implica estese polemiche. La sua posizione ricorda quella di Arrigo Cervetto di Lotta Comunista, gruppo da sempre astensionista, che nel caso del divorzio portò l'intero partito alla posizione di voto per il sì, causando l'espulsione di un certo numero di militanti che non si erano adeguati a questa posizione: cosa che ovviamente non avvenne in alcun modo nella organizzazione anarchica, né per chi decise di astenersi. né per chi decise di votare per il sì.

## Anni '80 e '90
Ad Ancona nel 1982 partecipa con una conferenza memorabile alle manifestazioni di Ancona per il cinquantenario della morte di Errico Malatesta. Nel 1990 poi inizia a collaborare con la "Biblioteca di studi sociali Pietro Gori", a cui in seguito donerà la sua grande emeroteca.